# Philip M. Breedlove
Philip Mark Breedlove (né le 21 septembre 1955) est un général quatre étoiles de l'United States Air Force.

## Biographie
En mai 2013 il est nommé à la tête du commandement des forces des États-Unis en Europe et du Grand Quartier général des puissances alliées en Europe,. Le 4 mai 2016, il est remplacé à ce poste par le général Curtis Scaparrotti.

## Promotions
| Insigne | Rang               | Date                       |
| ------- | ------------------ | -------------------------- |
|         | Général            | 14 janvier 2011 (55 ans)   |
|         | Lieutenant général | 21 juillet 2008 (52 ans)   |
|         | Major général      | 23 juin 2006 (50 ans)      |
|         | Brigadier général  | 1er octobre 2003 (48 ans)  |
|         | Colonel            | 1er janvier 1998 (42 ans)  |
|         | Lieutenant Colonel | 1er juin 1993 (37 ans)     |
|         | Major              | 1er novembre 1988 (33 ans) |
|         | Captain            | 10 décembre 1981 (26 ans)  |
|         | First Lieutenant   | 10 décembre 1979 (24 ans)  |
|         | Second Lieutenant  | 1er juin 1977 (21 ans)     |